# ノーマン・オア＝ユーイング (第4代準男爵)
第4代準男爵サー・ノーマン・アーチボルド・オア＝ユーイング(英語: Sir Norman Archibald Orr-Ewing, 4th Baronet, CB, DSO、1880年11月23日-1960年3月26日)は、イギリスの陸軍軍人、準男爵。

## 経歴
1880年11月23日に第3代準男爵アーチボルド・アーネスト・オア＝ユーイングの長男として生まれる。
イートン校を卒業後、1899年から1901年にかけてアラブ・ラクダ軍団に属して第2次ボーア戦争に従軍した。ロイヤル・カンパニー・オブ・アーチャーズを経て、1907年から1911年にかけてはイギリス植民地であるエジプトの陸軍に勤務。第一次世界大戦中にはスコッツガーズの第2大隊長となり、5回も殊勲者公式報告書に名前が載り、さらに2回負傷した。殊功勲章(DSO)を受章し、フランスからもレジオンドヌール勲章と戦功十字章を受けた。戦後、第45歩兵旅団の旅団長となり、少将に昇進した。
1919年4月21日に父が死去し、第4代準男爵位を継承した。1937年から1939年にかけてはフリーメイソンのスコットランド・グランドロッジ・グランドマスターを務めた。1931年にはジョージ5世の副官(Aide-de-Camp)となった。1942年にはバス勲章コンパニオン(CB)を受けた。
1960年3月26日に死去した。

## 家族
1911年にローラ・ロバーツと結婚。彼女との間に準男爵位を継承する長男ロナルド・オア＝ユーイングはじめ3男1女を儲ける。